# ドナルド・トーマス

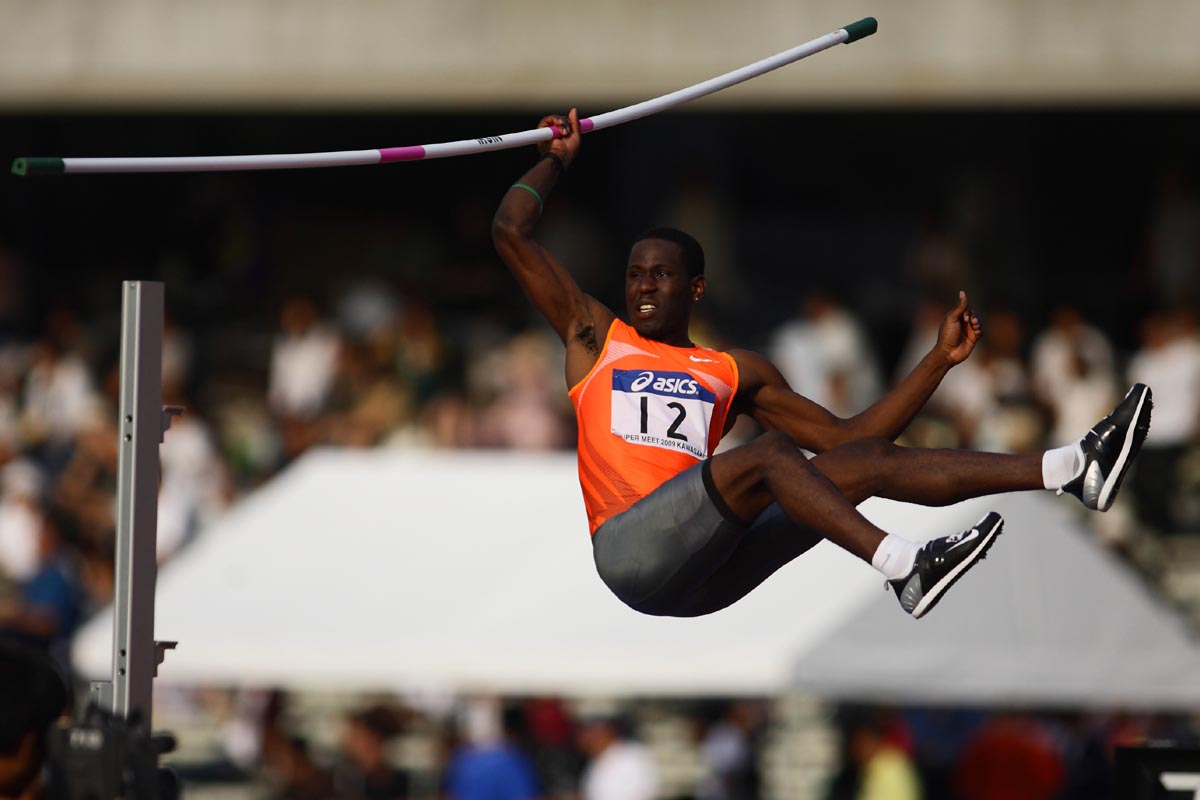
2009年スーパー陸上にて

ドナルド・トーマス（Donald Thomas、1984年7月1日 - ）はバハマ代表の走高跳選手。

## 経歴
元々はバスケット選手で高校時代はバハマの代表にも選ばれたことがある。アラバマ州の大学に留学後もバスケットをやっていたが、驚異的な跳躍力を見た陸上部の友達にそそのかされ走高跳に挑戦。2m22を跳んだことで本格的に走高跳選手へ転向。その後、わずか1年6ヶ月の練習期間で、世界陸上大阪大会で2m35を記録して金メダルをとってしまった。アテネオリンピック男子走高跳の金メダリスト、ステファン・ホルムをして「あんな事は100万年に一度の出来事だ」と言わしめる。北京オリンピックではホルムとの金メダル争いで注目されたが、2m20の記録に終わり予選で敗退した。
連覇がかかった2009年の世界陸上ベルリン大会では2m27を記録するも試技回数の差で予選敗退。2011年の世界陸上大邱大会では予選通過も決勝では2m20の記録で11位にとどまった。
跳び方は独特で空中で3回足をバタつかせるという異例のものである。通称・垂直三段跳び。